# Cynathea bicolor
Cynathea bicolor är en spindelart som beskrevs av Simon 1895. Cynathea bicolor ingår i släktet Cynathea och familjen krabbspindlar. Inga underarter finns listade i Catalogue of Life.